# Nidwalden
Nidwalden (Duits: Nidwalden; Frans: Nidwald; Italiaans: Nidvaldo; Reto-Romaans: Sutsilvania; Engels: Nidwalden (oud: Nidwald); officieel ook Unterwalden nid dem Wald.) is een kanton in het midden van Zwitserland. Het is een deel van Binnen-Zwitserland (Innerschweiz). Het ligt in de Alpen.
Het kanton is een voormalig halfkanton, hetgeen betekent dat het maar 1 vertegenwoordiger in de Kantonsraad heeft, en maar half meetelt bij een referendum. Buiten dat heeft het dezelfde rechten en plichten als de volwaardige kantons.
Nidwalden is overwegend rooms-katholiek.

## Geografie
Nidwalden bevindt zich in het centrum van Zwitserland. In het noorden grenst het kanton aan het Vierwoudstrekenmeer, in alle andere richtingen wordt het omgeven door bergen. De Rotstöckli is met 2901 meter de hoogste berg.
Het kanton grenst aan de kantons van Luzern, Schwyz, Uri, Obwalden en Bern

## Demografische evolutie van het kanton
Bron: https://www.bfs.admin.ch/bfs/de/home/statistiken/bevoelkerung/stand-entwicklung.assetdetail.32229209.html

## Economie
De economie van Nidwalden bestaat uit kleine en middelgrote bedrijven uit verschillende branches. De grootste werkgever met 850 werknemers is de Pilatus Flugzeugwerke AG. Dan zijn er nog bedrijven voor speciaalmachinebouw, medicinale techniek, handel, optiek en elektronica. Bedrijven treffen een goede infrastructuur aan met lage belastingen. Ook belangrijk zijn de bouw en de houtverwerkende industrie. De agrarische sector, speciaal zuivel en vleesproductie, is sterk vertegenwoordigd.

## Talen
Moedertaal (2000):
- Duits: 92,5%
- Italiaans: 1,4%
- Servo-Kroatisch: 1,2%
- andere talen: 4,9%

9,6% van de bevolking van kanton Nidwalden heeft geen Zwitsers paspoort (2002).

## Plaatsen en gebieden
Op 31 december 2023 telt het kanton Nidwalden 45.016 inwoners, het is verdeeld in 11 gemeenten.
- Stans, de hoofdstad, 8.377 inwoners (2023)
- Hergiswil 6.187 inwoners (2023)
- Buochs 5.487 inwoners (2023)
- Stansstad 4.869 inwoners (2023)
- Ennetbürgen 5.288 inwoners (2023)
- Oberdorf 3.105 inwoners (2023)
- Beckenried 3.736 inwoners (2023)
- Wolfenschiessen 2.110 inwoners (2023)
- Ennetmoos 2.321 inwoners (2023)
- Dallenwil 1.875 inwoners (2023)
- Emmetten 1.661 inwoners (2023)

## Politiek
Het kantonparlement bevat 60 zetels. Dit is de zetelverdeling sinds 2010:
|  | - Christendemocratische Volkspartij (CVP): 18 - Vrijzinnig Democratische Partij.De Liberalen (FDP): 17 - Zwitserse Volkspartij (SVP): 19 - Sociaaldemocratische Partij van Zwitserland (SP): 1 - Groenen Nidwalden (GPS): 5 |

## Toerisme
Het Vierwoudstrekenmeer en de omliggende bergen bepalen het toerisme in het kanton. Bekend zijn onder andere de Titlisgletsjer en de bloemenberg Stanserhorn.

## Districten
Er is geen verdeling in districten.

## Geschiedenis
In 1291 sloten de bewoners van Uri, Schwyz en Nidwalden een bond, die uiteindelijk tot het Zwitsers Eedgenootschap zou voeren. Tot aan het einde van de 14e eeuw werden de politieke structuren gevormd, die tot heden hebben bestaan.
Hoewel het lijkt alsof Obwalden en Nidwalden veel met elkaar gemeen hebben, zijn deze beide kantons nooit een politieke eenheid geworden. Nidwalden deed meer samen met de kantons van Uri, Schwyz en Luzern.
De kerk heeft altijd een sterke positie in Nidwalden gehad en heeft de richting van het kanton bestemd. De reformatie werd door de bewoners afgewezen, ook omdat de plaatselijke kerk een goede verbinding had met de vernieuwers in de rooms-katholieke kerk.
De Franse Revolutie werd door de bevolking afgewezen, wat tot gevolg had dat op 9 september 1798 400 personen stierven, toen het napoleontische leger in het kanton binnendrong.
Na het einde van de bezetting door Napoleon in 1814 werden alle structuren van voor 1798 weer hersteld. Met de grondwet en grondwetsherzieningen was Nidwalden een van de voorlopende kantons in Zwitserland.
Zwitserland in het algemeen en Nidwalden in het bijzonder hebben vroeger veel huursoldaten geleverd aan de verschillende legers in Europa. Dit was een belangrijke inkomstenbron.
Beckenried · Buochs · Dallenwil · Emmetten · Ennetbürgen · Ennetmoos · Hergiswil · Oberdorf · Stans · Stansstad · Wolfenschiessen
Aargau · Appenzell Ausserrhoden · Appenzell Innerrhoden · Basel-Landschaft · Basel-Stadt · Bern · Fribourg · Genève · Glarus · Graubünden · Jura · Luzern · Neuchâtel · Nidwalden · Obwalden · Sankt Gallen · Schaffhausen · Schwyz · Solothurn · Thurgau · Ticino · Uri · Vaud · Wallis · Zug · Zürich